# Heliura umbrimacula
Heliura umbrimacula är en fjärilsart som beskrevs av William Schaus 1905. Heliura umbrimacula ingår i släktet Heliura och familjen björnspinnare. Inga underarter finns listade i Catalogue of Life.